# Иберо-американский кубок
Иберо-американский кубок (исп. Ibero-American Cup) — ныне несуществующее соревнование по футболу. Соревнование проводилось между обладателями южно-американского Золотого Кубка и Копа Дель Рей (Кубка Испании) по соглашению между КОНМЕБОЛ и королевской испанской футбольной федерацией.
Соревнование проводилось только один раз. Кубок был разыгран между Бока Хуниорс и Реал Мадрид в 1994 году. Победу одержал испанский клуб.

## Финал
| Год  | Команда хозяев          | Результат | Команда гостей | Стадион                    |
| ---- | ----------------------- | --------- | -------------- | -------------------------- |
| 1994 | Реал Мадрид             | 3 — 1     | Бока Хуниорс   | Сантьяго Бернабеу (Мадрид) |
| 1994 | Бока Хуниорс            | 2 — 1     | Реал Мадрид    | Бомбонера (Буэнос-Айрес)   |
| 1994 | Победитель: Реал Мадрид |           |                |                            |